# Varakļāni
Varakļāni è un comune della Lettonia appartenente alla regione storica della Letgallia di 3.941 abitanti (dati 2009).

## Località
Il comune è stato istituito nel 2009 ed è formato dalle seguenti località:
- Varakļāni (città)
- Murmastiene
- Varakļāni (comune rurale)